# Bitwa pod Kanopą
Bitwa pod Kanopą (albo Bitwa pod Abukirem) – starcie zbrojne, które miało miejsce 8–22 marca 1801 podczas wyprawy egipskiej Bonapartego.
Pod Abukirem pod osłoną floty wylądował 8 marca desant angielski w sile ok. 5 tys. żołnierzy. Przeciwstawiająca się im francuska dywizja dowodzona przez generała Louisa Frianta (ok. 2 tys. żołnierzy) została odrzucona. Następnego dnia na lądzie znalazło się już 18 tys. żołnierzy angielskich dowodzonych przez generała Ralpha Abercromby’ego. 13 marca Anglicy rozpoczęli marsz ku Aleksandrii. Po drodze zostali zaatakowani przez 4-krotnie słabszych Francuzów i zajęli pozycje obronne. Francuzi zostali wkrótce wzmocnieni do 12 tys. żołnierzy. Posiłki przyprowadził generał Menou. Francuzi zaatakowali Anglików 21 marca, jednak liczniejsza piechota angielska uzyskała przewagę, a pobity Menou cofnął się do Aleksandrii.